# Phyllodromica panteli
Phyllodromica panteli es una especie de cucaracha del género Phyllodromica, familia Ectobiidae. Fue descrita científicamente por Bolívar en 1921.
Habita en España y Portugal.